# إدوارد ميكايليان
إدوارد بالابيكوفيتش ميكايليان (الأرمنية Էդուարդ Միքայելյան) من مواليد 25 مايو 1950 في يريفان من أرمينيا) كان لاعب جمباز سابق في السبعينات من القرن الماضي في الاتحاد السوفيتي (أرمينيا حاليا).
بدأ ميكايليان رياضة الجمباز في عام 1960 تحت إشراف المدرب ليونيد زخاريان حيث كان عضوا في فريق الجمباز الوطني للاتحاد السوفياتي ما بين 1967-1974. خلال ذلك الوقت، تنافس ميكايليان في الألعاب الأولمبية الصيفية لعام 1972 في ميونيخ كما شارك في كل حدث جمبازي فني رياضي بالإضافة إلى عضويته في الفريق الموحد الفائز بالميدالية الفضية.
تنافس ميكايليان رفقة فريقه في بطولة العالم الفنية للجمباز عام 1974 في فارنا، ليفوز الاتحاد السوفيتي مرة أخرى بميدالية فضية. في عام 1976، إعتزل مشواره الرياضي. ليتحول في وقت لاحق إلى التدريب ما بين 1993-1994 حيث كان المدير الفني لفريق الجمباز الوطني الأرمني.

## روابط خارجية
- إدوارد ميكايليان على موقع أوليمبيديا (الإنجليزية)